# 天津快板
天津快板和快板书相似，是快板书的一种地方变种，也是用竹板敲出节奏，拌以用押韵的语言数说。天津快板的特点一是以天津地方口音述说，二是有伴奏，一般用三弦，也有用秦琴的，以一种程式重复的旋律，配合竹板的节奏，为述说烘托气氛。天津快板是50年代出现的一个新曲种，是由群众自发创造并发展起来的。这种快板完全以天津方言来表演，在形式上采用了数来宝的数唱方式及快板书所用的节子板，同时配以天津时调中“数子”的曲调，用三弦伴奏，别具一格。天津快板风格粗纩、爽朗、明快、幽默，有着浓厚的生活气息和地方风味。深受天津人的喜爱，也为其他省市群众所喜爱。